# Vlag van Åland
De vlag van Åland toont een geel-rood Scandinavisch kruis op een blauwe achtergrond. De vlag is sinds 1954 in gebruik. Ze heeft een officiële status in de Finse autonome provincie Åland, die voornamelijk wordt bewoond door Zweedstaligen. Schepen die op Åland geregistreerd zijn, mogen sinds januari 1993 overal ter wereld de Ålandse vlag voeren. De officiële vlagdagen zijn de laatste zondag van april (Dag van de Vlag) en 9 juni (Ålandse Autonomiedag).

## Symboliek

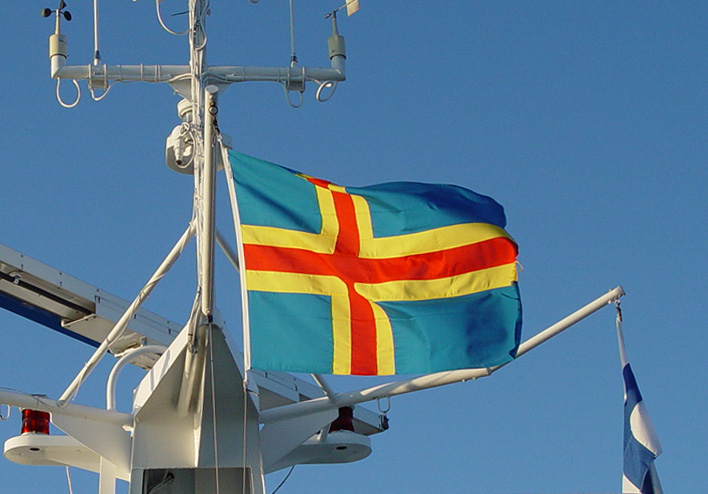
De Ålandse vlag op een veerboot

De vlag van Åland is de vlag van Zweden waaroverheen een rood kruis geplaatst is dat Finland symboliseert. Tegenwoordig worden blauw en wit als de Finse kleuren gezien, maar in de begindagen van het Finse nationalisme waren de kleuren rood en geel uit het wapen van Finland ook een optie. Het gebruik van het gele kruis op een blauwe achtergrond symboliseert de band met Zweden, de Zweedse cultuur en de Zweedse afstamming.

## Ontwerp
De verhouding tussen de hoogte en de lengte van de vlag is 17:26. Wanneer we door de vlag een horizontale lijn trekken (niet door de horizontale arm van het kruis), verhouden de kleuren blauw-geel-rood-geel-blauw zich tot elkaar als 8:1½:2:1½:13; een verticale lijn levert de verhouding 6:1½:2:1½:6 op.
De kleuren zijn in de Ålandse wet van 1954 vaag omschreven als medium blauw, goudgeel en rood. Een verordening uit 2004 gaf meer duidelijkheid over de te gebruiken kleuren:
- blauw: Pantonecode 2945C en 300U; CMYK-code C100-M54-Y2-K0; Natural Color System-code 3065-R90B;
- geel: Pantonecode 116C en 109U; CMYK-code C0-M16-Y100-K0; Natural Color System-code 0580-Y10R;
- rood: Pantonecode 186C en 185U; CMYK-code C6-M100-Y100-K0; Natural Color System-code 1085-Y90R.

## Geschiedenis

### Middeleeuwen
In het midden van de jaren zestig van de twintigste eeuw ontdekte men bij restauratiewerken een middeleeuws houten beeld dat van de koning Karel VIII van Zweden was. Op dit beeld werden verfresten aangetroffen van een afbeelding van een vlag die naar alle waarschijnlijkheid in de 15e eeuw van het kasteel in Mariehamn wapperde wanneer de koning met zijn gasten de Ålandseilanden bezocht. De huidige Ålandse vlag heeft dus een zeer oude voorloper.

### De vlag van 1922 en de aanname van de huidige vlag

Onofficiële vlag, 1922-1954

De huidige vlag dateert uit 1954. Tot dat jaar werd vaak een horizontaal gestreepte blauw-geel-blauwe vlag gebruikt, maar deze was niet officieel. Het gebruik ervan begon tijdens een groot liederenfestival in 1922. In 1934 werd het verboden om andere vlaggen dan de vlag van Finland te gebruiken wanneer de Finse vlag niet de meest prominente plaats kreeg. De Ålanders negeerden in eerste instantie deze verordening, maar na druk uit Helsinki ging men haar toch naleven.
In 1937 stelde Herman Mattsson, een lid van het provinciale parlement, voor om een eigen officiële vlag aan te nemen. De besluitvorming hierover verliep zeer traag. Pas in januari 1952 werd het eerste ontwerp gepresenteerd: een blauwe vlag met een geel Scandinavisch Kruis met daarin een blauw kruis. Het parlement van de eilanden nam deze vlag aan, maar de Ålandse president verwierp het ontwerp, omdat het te zeer op de vlag van Zweden zou lijken, waardoor het gevaar van verwisseling bestond.
In maart 1953 werd een nieuw ontwerp gepresenteerd, nu een blauw kruis op een gele achtergrond. Na een heftig debat werd deze vlag verworpen. Een minderheid wilde de blauw-geel-blauwe vlag handhaven, terwijl een meerderheid een vlag met een Scandinavisch Kruis wilde. Uiteindelijk werd de huidige vlag in het parlement van de Ålandseilanden aangenomen met achttien voor- en elf tegenstemmen. Op 31 maart 1954 erkende de Finse president Juho Kusti Paasikivi het ontwerp, waarna zij op 3 april van dat jaar voor het eerst werd gehesen in de provinciale hoofdstad Mariehamn.